# Палибрчки крајпуташи
Палибрчки крајпуташи представљају велику споменичку целину посвећену борцима ивањичког краја палим у Јаворском, Балканским и Првом светском рату. Споменици се налазе на месту званом „Палибрчки гроб” у засеоку Главинићи села Рокци (Општина Ивањица), крај старог пута Ивањица-Међуречје-Братљево-Ерчеге-Сјеница.
Споменичка група се састоји од 28 очуваних и обновљених крајпуташа. Сачуван је и известан број уломака од мермера и пешчара, али је ове споменике немогуће реконструисати.

## Крајпуташи
Обичај подизања кенотафа  − споменика над празним гробом − настао је из потребе да се ода почаст војницима који су погинули на далеким ратиштима или сахрањени на непознатим локацијама, односно као одраз општеприхваћеног веровања да душа умрлог лута све док јој се не обезбеди место пребивања. Подизање ових обележја српским војницима учестало је након Јаворског, а нарочиту експанзију доживело по окончању Првог светског рата. Кенотафи су најчешће подизани на прометним местима − крај путева и на раскрсницама, али и у црквеним портама и на завичајним гробљима због чега се термин крајпуташ користи крајње уопштено, односно не односи на сва кенотафна обелажја у нас. Заправо, ова широкораспрострањена реч и није пореклом из народног језика, већ „кованица” коју је осмислио и 1961. године први употребио песник Бранко В. Радичевић у својој књизи „Плава линија живота: српски сеоски споменици и крајпуташи”.

### Палибрчки крајпуташи
Крајпуташи се налазе у селу Рокци југозападно од Ивањице, на простору који је некада служио као одмориште караванима који су ишли од Ивањице ка Ерчегама и Сјеници и обратно. Место је названо по хајдуку Тому Палибрку који је овде сахрањен. Споменичка група формирана је након Јаворског рата, када су мештани околних села подигли већи број обележја својим изгинулим ратницима. Ти, сада уништени споменици били су углавном крсташи скромнијих димензија од студеничког мермера. Из овог периода преостала су само два споменика од камена „тоциљака” са приказом војника настрадалих у Јаворском рату. После 1918. године обичај подизања крајпуташа је интензивиран. До данас је сачувано двадесетак обележја војницима палим у Првом светском рату.

### Опште карактеристике
На основу епитафа уочава се да су Палибрчки карајпуташи подизани у дужем периоду, као и да нису нису подизани само погинулим, већ и умрлим ратницима. Карактеристичан пример је споменик подигнут браћи Ковачевић из Равне Горе, Миладину који је погинуо у рату 1915. године, и Миловану убијеном 1941. године од стране четника Божидара Ћосовића Јаворца. Милован је овде и сахрањен.
Стилски и хронолошки, споменици се могу поделити у пет група:
1. споменици од пешчара кубичне форме, без покривке, са представом покојника (крај 19. века)
2. споменици од мермера у форми крста или плоче надвишене крстом (крај 19, прве деценије 20. века)
3. споменици од пешчара у форми стуба или плоче са покривком у виду профилисане „капе”, већином са представом покојника (3. и 4. деценија 20. века)
4. споменици од пешчара у виду стуба трапезоидне форме на класицистички профилисаном постољу (до 1941)
5. савремени споменик (2013).

Сачувани споменици постављени су у низ, паралелно са путем, „као у ратничком строју”. Ликовне представе војника приказане су, уз извесне изузетке, на источним и западним странама споменика. Број приказаних ликова варира од једне, појединачне фигуре, до две или три, у случају изгинуле браће. На појединим урезан је само текст епитафа у комбинацији са различитим симболичним и декоративним елементима.
Палибрчки крајпуташи обновљени су 2013. године на иницијативу Туристичке организације општине Ивањица, а под патронатом Завода за заштиту споменика културе Краљево. Пројекат конзервације и рестаурације извело је Предузеће „Рас” из Ивањице.

#### 1. Споменици од пешчара (крај 19. века)
У групи су сачувана само два споменика од пешчара подигнута борцима Јаворског рата. Сличних су карактеристика: стубови облика квадра од камена из мајдана „Марина река” у Свештици. Опширни епитафи уклесани су у лучно засвођеним нишама на по две стране споменика, док су полеђине необрађене. Фигуре ратника приказане су плошно, а главе моделоване у плитко урезаним нишама, чиме се ствара утисак барељефа. Око глава уклесани су име и војнички чин. Ратници су приказани у униформи Војске Кнежевине Србије, са подигнутим сабљама. Споменик каплара Милану Спасовићу рад је тада надалеко чувеног мајстора Мила Поповића из Свештице.

#### 2. Споменици од мермера (крај 19. века, прве деценије 20. века)
По речима мештана, у деценијама између Јаворског и Првог светског рата овде је подигнут већи број споменика од студеничког мермера, који су уништени током времена. Преостало је само пар целих и више уломака са којих је немогуће реконструисати текст.
Студенички мајстори израђивали су мермерне надгробнике који су широм тадашње Србије продавани као полупроизводи, док су податке о покојнику урезивали локални клесари. Скромних су димензија, у облику су разуђеног крста, или вертикалне плоче надвишене крстом.

#### 3. Споменици од пешчара у облику стуба са „капом” (3. и 4. деценија 20. века)
Преовлађујућа стилска група међу Палибрчким крајпуташима. Споменици у облику стуба или плоче са или без покривке, израђени од свештичког пешчара, квалитетног и меког камена погодног за обликовање и бојење. Иако споменици нису потписани, зна се да су их израдили клесари из фамилије Савића и Поповића из тог села.
Крајпуташе у Рокцима подизала је најужа родбина. Многе су куће остајале без мушке главе, а много је мајки у  рату изгубило сина, некада два, па и више, а да би се свима часно одужили, најближи су им често подизали заједничке споменике. У вечини случајева на њима су приказане ликовне представе војника у ставу „мирно” и с пушком „к нози” и с бајонетом окаченим о опасач. Осим војника, приказани и по један лик официра и жандарма.
Тела покојника приказана су плошно, по утврђеним шемама, док су главе моделоване у плитким правоугаоним нишама, што одаје утисак рељефне обраде. Око главе је урезано име ратника. Лица су мирна, укочена, са широко отвореним очима. Осим у пар случајева, није инсистирано на индивидуализацији лика. 
Споменици су колористички рестаурисани у складу са сачуваним траговима првобитне боје. Делови униформе приказани су плошно, са колористички акцентованим детаљима. Основни цртеж изведен је ултрамарином, а лице и руке обојени белом бојом. Шајкача и војничка блуза су тамнозелене, са оковратником и еполетама у наранџастој боји. Панталоне су тамно смеђе, упасане у чизме. Опасач, ременик и бајонет обојени су црвенкастом, а метални делови пушке светлоплавом бојом. Поједине речи или цели редови епитафа обојени су у црвено, плаво, жуто, и бело. У истом тоналитету су крстови, симболични мотиви (ловоров венац, представа голуба на цветној грани који кљуца грожђе) и стилизовани флорални орнаменти каракеристични за надгробне споменике моравичке стилске групе.
Поред ликовних вредности споменика, значајни су и њихови епитафи, који подсећају потомство да никада не заборави патње и муке ратника за одбрану домовине и да „цео” свет сазна о њиховим страдањима.

#### 4. Споменици у виду трапезоидног стуба на постољу (до 1941. године)
Групу употпуњују три споменика модерног „европејског” стила са купастим четвороделним врхом и класицистички профилисаним постољем. 

#### 5. Споменик хајдуку Томи Палибрку
Савремено обележје од пешчара кубичне форме, са профилисаном покривком и машински урезаним словима обојеним у црвено и црно. Споменик подигнут од стране потомака 2013. године.

## Споменик браћи Јекић из Медовина, Радојици (†1915) и Обраду (†1915)

### Опис
Стуб од пешчара димензија 170х36х21 cm са оригиналном покривком у виду профилисане „капе”. На источној страни приказана је стојећа фигура војника Обрада Јекића у ставу „мирно” са пушком „к нози”, а запаној идентична представа његовог брата Радојице. На јужној бочној страни уписан је текст епитафа, а изнад њега урезан крст уоквирен цветном лозом. Натпис се завршава на северној страни споменика.

### Епитаф
Ој путниче мили роде ти не жали труда свога
те прочитај овај спомен изгинулих ратника,
миле браће Јекића.
ОБРАД ЈЕКИЋ из Медовина
војник I чет. I бат. III поз.
који у 45. год.
погибе у Лозници код Чачка 10. октомбра 1915. год.
II-ги
РАДОИЦА ЈЕКИЋ
војник I ч. I поз. који у 30- ој год.
Погибе код Младеновца 11-ог октомбра 1915. год.
Бог да им душу прости.
Спомен подигоше им супруга Зорка мужу и ђеверу,
синови Миломир Светомир Велимир Милутин
Милорад Милован Никола.

## Споменик браћи Луковић из Равне Горе, Вукоману (†1915) и Миљку (†1915)

### Опис
Стуб од пешчара димензија 150х37,5х22,5 cm са савременом покривком. На западној бочној страни урезан је декоративан крст оперважен ловоровим венцом, испод кога је епитаф посвећен Вукоману Луковићу. Текст посвете његовом брату налази се на источном боку, у комбинацији са голубом на цветној грани. На страни окренутој ка северу приказан је војник Миљко Луковића у ставу „мирно” са пушком „к нози”, док је на наспрамној представљен је његов брат Вукоман у истој пози, архаично приказаног лика, што указује да су споменик клесала два мајстора.

### Епитаф
Спомен ВУКОМАНА ЛУКОВИЋА
из села Равне Горе општина Ковиљска.
Умро у 20-ој години у Нишу.
Градски топџија од 1914-1915. год.
Овај спомен диже отац Јовић Луковић и сестра Тијана.
МИЉКО брат Вукоманов
војник IV-ти кадровачки пук
погино на Вишеграду 1915. год. у 22. стар.
Бог да и прости.
Овај спомен диже отац Јовић Луковић и сестра Тијана.

## Споменик браћи Ковачевић из Равне Горе, Миловану (†1941) и Миладину (†1915)

### Опис
Споменик од сивог пешчара састављен из више делова: ниског постоља, базе у облику квадра и стуба који се сужава, са купастим завршетком сведеним са бочних страна. У врху западне стране приказан је једноставан крст уоквирен ловоровим венцем. Текст епитафа исписан на западној и делом јужној страни споменика садржи основне податке о браћи Ковачевић који су животе изгубили у два светска рата − Миладину страдалом 1915. године и Миловану преминулом 1941. године, који је овде и сахрањен.

### Епитаф
Спомен браће Ковачевића
МИЛОВАН пож. 41. год. а умро 31. 8. 1941. год.
МИЛАДИН пож. 19. г. а погинуо у рату 15. 10. 1915. г.
родом из Равне Горе.
Спомен подижу из поштовања
брат Радош мајка Петрија
и браћа Мирослав Сава
супруга му Зорка и синовац Недељко
и остала синовчад
братучед жан. поднаредник Тикомир Ковачевић.

## Споменик браћи Радоњић из Дајића, Јеремији (†1908) и Тадији (†1918)

### Опис
Стуб од пешчара димензија 163х36,5х23,5 cm са савременом покривком. На предњој, западној страни испод великог тролисног крста уоквиреног ловоровим венцем започиње текст епитафа. Натпис се завршава на полеђини споменика, изнад приказа саксије са стилизованом биљком. На северној страни споменика приказана је стојећа фигура Јеремије Радоњића у жандармској униформи са шапком на глави, док је на наспрамној, јужној приказан његов брат Тадија као војник у ставу „мирно” са пушком „к нози”.

### Епитаф
Спомен умрлих ратника
синови Александра Радоњића из Даића.
ЈЕРЕМИЈЕ
кои је умро у Београду као жандарм 1908. год.
и
ТАДИЈА
који је погинуо као каплар руковаоц машинке пушке
II чете I бат. 4-ог п. пука
код Крагујевца 12-ог октомбра 1918. год.
при гоњењу непријатеља и ослобођењу Србије.
Спомен им подиже отац Александар и мати Тодора.

## Споменик браћи Љујић из Рокаца, Борисаву (†1927) и Јовану (†?)

### Опис
Вишеделни споменик од сивог пешчара са кубичним постољем, стубом са четвороделним врхом и класицистички профилисаним међупростором који спаја ова два дела. На споменику нема ликовних елемената сем лучно исписаног имена старијег брата око овалног удубљења за слику. Текст епитафа започиње у врху западне стране, наставља се на јужној и завршава у дну западне стране, у ниши на постољу споменика.

### Епитаф
Спомен БОРИСАВА ЉУЈИЋА
жандомериског наредника I класе I бригаде у Београду
који поживи 44. год.
а умро 20. 9. 1927. год.
и
ЈОВАНА
војника II поз. 4. п. пука
поживи 40. г.
Спомен подигоше им брат Тома
и Милован син Јованов.

## Споменик браћи Љујић из Ерчега, Љубисаву (†1911) и Радисаву (†?)

### Опис
Вишеделни споменик од сивог пешчара са купастим четвороделним врхом и класицистички профилисаним постољем. У врху предње стране приказан је тролисни крст уоквирен ловоровим венцем, испод кога је текст епитафа. Натпис је делимично нечитак због оштећења стуба. Остале стране споменика су празне. Као и на преостала два стилски сродна споменика, текст је у партијама обојен двема бојама - наранџастом и сивоплавом.

### Епитаф
Спомен браће Љујића из Ерчега.
ЉУБИСАВ
поживи 30. г.
а умро 12. III. 1911. год.
и
РАДИСАВ
(нечитко) Љујићи.
Спомен подигоше им брат Тома
и синовац Милован.

## Споменик браћи Ковачевић из Равне Горе, Арсенију (†1914) и Владимиру (†1914)

### Опис
Вертикална плоча од пешчара димензија 153х35х14,5 cm са савременом покривком. Споменик без ликовних представа покојника. Натпис епитафа урезан је у плитким нишама на западној и источној страни споменика, изнад којих су крстови уоквирени ловоровим гранчицама. Уже бочне стране украшене су цветном граном која изниче из саксије (јужна) и виновом лозом са голубом који зобље грожђе (северна).

### Епитаф
Ој путниче умољено стани овде
и прочитај овај спомен кои показује храброг борца
АРСЕНИЈА КОВАЧЕВИЋА из Равне Горе
вој. 3. ч. I бат. III прекоб. п. I позива
поживе 28. г.
а погибе 8 (нечитко) 1914. г. на положају Костајнику,
за слободу и једивство Срба, Хрвата и Словена.
Овај спомен подиже брат Радосав, мајка Стојка.
Ој путниче стани и прочитај спомен показује борца
ВЛАДИМИРА КОВАЧЕВИЋА из Равне Горе
вој. 2. ч. I бат. IV кадрова. пука I поз.
погину 15. ав. 1914. г.
у 24. г. свог живота на положају Цигли за отаџбину.
Бог да и прости.
Спомен подиже брат Радосав мајка Стојка.

## Споменик Ивану Јовановићу из Буткова (†1914)

### Опис
Стуб од пешчара са савременом покривком. На западној страни приказана је стојећа фигура војника Ивана Јовановића у ставу „мирно” са пушком „к нози”. На јужном боку приказан је чест споменички мотив – цветна лоза са голубом који зобље грожђе.

### Епитаф
Спомен ИВАНА ЈОВАНОВИЋА из Буткова
каплар 1-ог позива који поживи 26. г.
а погибе 27. новембра 1914. год.
на Ражњу код Ваљева
борећи се са Аустринском војском
за српску слободу у отаџбину.
Бог да му душу прости.
Спомен му подиже ожалошћена мајка Бојана
сестре (оштећено)

## Споменик браћи Ристић из Косовице, Живојину (†1916) и Дмитру (†1913)

### Опис
Споменик у облику вертикалне плоче од пешчара димензија 160х63х12 cm. На западној страни урезана је двојна представа браће Ристић. По ставу, униформи, наоружању и изразу лица, приказани су идентично. Полеђина споменика расчлањена је на два дела. Испод крстова уоквирених ловоровим гранама налази се поље за епитаф уоквирено стилизованим биљним орнаментом. У њега је уписан текст у два ступца на начин да, док се чита, даје утисак расклопљене књиге.

### Епитаф
Спомен браће РИСТИЋА
ЖИВОЈИН
погинуо на Кајмачалану 1916. год. Европског рата
у 22. години живота свога.
Ој свијету лијепи цвету за мало год.
ДМИТАР
он погинуо на бојном пољу у рату са Бугарима 1913. год.
каплар II чете III батаљон IV п. пука
+ у 23-ој год. своје младости.
Бог да им душу прости.
Овај спомен подигоше мајка ожалошћена Бојана
стриц Мојсо и Ранко Марковић из Косовице.

## Споменик Јездимиру Ристићу из Рокаца (†1914)

### Опис
Вертикална плоча од пешчара са савременом покривком. Споменик је без представе покојника, богато декорисан флоралним орнаментима. На западној страни, у удубљењу уоквиреном флоралним фризом уписан је текст епитафа,  изнад кога је ловоров венац са тролисним крстом окружен цвећем.

### Епитаф
Спомен ЈЕЗДИМИРА РИСТИЋА из Рокци
који погибе на Гучеву
у борби са Аустријанцима
у 25-ој г. свог живота
за отаџбину 1914. г.
Слава му.
Спомен подиже му мајка Јевђа
брат Радосав
зет Љубомир Главинић
и Јелка сестра.

## Споменик браћи Златић из Ерчега, Шћепану и Вукоману

### Опис
Стуб од пешчара димензија 167х35х21 cm са оригиналном покривком у виду профилисане „капе”. На јужној, широј страни споменика приказана је стојећа фигура војника Шћепана Златића, док је на северној на исти начин представљен његов брат Вукоман. На бочним странама, испод крстова оперважених ловором, уписан је текст епитафа. Натпис не садржи податке када су и где браћа Златић страдали. Текст почиње на западној, а завршава на источној страни споменика.

### Епитаф
Спомен браће Златића
Вукомана и Шћепана из Ерчега
који положише своје животе на одар отаџбине
за ослобођење нашег троименог народа
а далеко од своје родбине.
ВУКОМАН у 26. г. као болничар
а ШЋЕПАН у 21. г.
Бог да им душу прости.
Спомен сподижу им ожалошћени
отац Јово мајка Стана
жена Ката син Вукић
и жена Магда и кћи Добринка.

## Споменик браћи Луковић из Глеђице, Радовану (†1915), Светозару (†?)  и Војиславу (†1915)

### Опис
Споменик у облику четвоространог стуба од пешчара димензија 164х32х30 cm са савременом покривком. На крајпуташу су са три стране приказани ликови покојника: Радован Луковић на западној, Војислав на јужној, а Светозар на северној страни. Сви су истоветно приказани: војници ушиљених бркова у ставу „мирно”, са пушкама „к нози”. На источној страна споменика, испод крста са ловоровим гранчицама узезан је текст епитафа.

### Епитаф
Спомен браће
Радована, Светозара и Војислава Луковића из Глеђице.
Ој путниче мили роде ти прочитај вечни спомен 4. Пука
РАДОВАН
поживи 44. год.
погинуо у борби на Космају 9. 10. 1915. год.
СВЕТОЗАР
живи 26. год.
умре у Неготину у болници као рањен
ВОЈИСЛАВ
живи 20. год.
погину у борби на Космају 1915. год.
Бог да им душу прости. Слава да им живи.
Овај спомен подигоше ожалошћени отац Мијаило,
брат Микаило мајка Крстина
синовац Мијодраг и остала фамилија.

## Споменик Рајку Ђоковићу из Ерчега (†1914)

### Опис
Стуб од пешчара димензија 144х37х21,5cm са оригиналном покривком. На западној страни представљена је нешто здепастија фигура војника Рајка Ђоковића у ставу „мирно”, с пушком „к нози”. На полеђини споменика, у удубљеној ниши оперваженој биљним орнаментом, урезан је натпис. Текст се наставља на северној страни, испод кога је саксија са два крина и ружом. Наспрамна страна испуњена је приказом типичним за бочне стране споменика: вазом из које се развија цветна лоза, на чијем врху голуб кљуца грожђе.

### Епитаф
Мој премили српски роде умољено стани овде
и прочитај овај тужни спомен
покојника РАЈКА ЋОКОВИЋА из Ерчега
кои је храбро учествово у ратовима
војник 1-ве ч. 1-ве батал 4-ог пука 2-гог позива
борећи се за отаџбину
погибе на Курјачици 5-ог септембра 1914. год.
Нигда непрежаљено.
Овај спомен сподиже супруга Перса
и синовци Бошко и Андрија
браћа Ђоковићи.

## Споменик Радовану Маринковићу из Братљева (†1915)

### Опис
Омањи споменик од сивог пешчара са савременом покривком, без ликовне представе покојника. Декорисан је тролисним крстом у ловоровом венцу, флоралном орнаментиком и приказом винове лозе са голубом који зобље грожђе. На западној страни урезан је текст епитафа. Због прелома споменика, у средишњем делу недостаје део текста.

### Епитаф
Овај спомен преставља
РАДОВАНА МАРИНКОВИЋА из Братљева
који поживи 45. год.
а умро 25-ог марта 1915. год.
у Дубу где је и сахрањен.
Бог да му душу прости.
Спомен му сподигоше отац Лука
и жена Драгица.

## Споменик Јовану Јовановићу (†1915) и његовом сину Божу (†1915)

### Опис
Стуб од пешчара димензија 206х36х20,5 cm са оригиналном покривком. На источној и западној страни представљени су отац и син настрадали 1915. године -  Јован и Божо Јовановић. Обојица су приказана на начин типичан за палибрчку споменичку групу, док су изнад њигових глава урезани декоративни биљни мотиви. На северној бочној страни приказан је крст испод кога је натпис, док је наспрамна јужна страна је украшена вазом са цветном граном на којој голуб кљуца грозд.

### Епитаф
Ево страна споменика дичних војника
ЈОВАНА ЈОВАНОВИЋА
војник II ч. I батаљона 4. пук. 3. позив
погибе за отаџбину борећи се 26. окт. 1915. год.
више Чачка у Лозници живи 45. год.
БОЖО ЈОВАНОВИЋ
живи 21. год.
а у рату пропаде и младос изгуби.
Умро - I - 1915. год. у Младеновцу.
Пук Хајдук Вељка.
Бог да и прости.
Спомен диже мајка Перуника брат Веселин.

## Споменик Петру Остојићу (†1916)

### Опис
Омањи споменик од студеничког мермера у облику вертикалне плоче надвишене крстом. У правоугаоној, лучно засвођеној ниши уклесан је текст епитафа. 

### Епитаф
Спомен ПЕТРА ОСТОЈИЋА
Поживи 21. год.
а погибе за отаџбину
3. новембра 1916. год.
у најлепше доба цвету.
Овај спомен подигоше
ожалошћени отац Обрад
мајка Ката
сестра Станимирка.

## Споменик браћи Кнежевић-Парезановић из Братљева, Луки (†1914) и Велимиру (†1916)

### Опис
Стуб од пешчара димензија 160х36,5х 22,5 cm са оригиналном покривком. На јужној страни приказана је стојећа фигура војника Луке у ставу „мирно”, а на северној идентичан приказ његовог брата Велимира. На ужој западној страни, испод крста уоквиреног ловоровим гранама и цвећем, уписан је текст епитафа. Натпис се наставља на источној страни споменика.

### Епитаф
Браћа Кнежевићи-Парезановићи
Лука и Велимир из Братљева
војника изгинулих у Европском рату и то
ЛУКА
на Мачкову Камену 9-ог сеп. 1914. год.
а
ВЕЛИМИР
у свои 24 г.
на Кајмакчалану 12. августа 1916. год.
у најлепшем цвету своје младости.
Лука у 30 год. оставиши своје миле и драге
да за њима вечито тугују и жале
а нараштаји да им свеће пале,
јер смрћу њиховом победу добисмо
и Велику Србију створисмо.
Бог да им душу прости.
Овај спомен подигоше мајка Анђелија
браћа Милан Милош Вељко
сестре Милунка Јања и Боса.

## Споменик Светолику Гавриловићу (†1914)

### Опис
Стуб од пешчара димензија 164х37х17 cm са савременом покривком. На јужној страни споменика приказана је стојећа фигура покојника. Глава је урезана у плиткој ниши, што одаје утисак рељефне обраде. На северној страни су крст и ниша оперважена цветном лозом, у коју је уписан текст епитафа. На западној бочној страни приказана је саксија из које изниче цветна лоза на којој голуб кљуца грозд, а на источној саксија са цветом.

### Епитаф
СВЕТОЛИК
син Тијосава Гавриловића
поживијо 18 год.
а умре 6-ог децембра 1914. год.
као војник I чете 3. бат. 13. пеш. пука
у Штипу где је и сахрањен.
Бог да му душу прости.
Овај спомен подигоше му отац, мајка Перса
сестре Петра и Станојла.

## Споменик браћи Милинковић из Глеђице, Гледу (†1915) и Саву (†1914)

### Опис
Стуб од пешчара димензија 172х38х23,5 cm са оригиналном покривком. На јужној страни приказана је стојећа фигура војника Сава Милинковића у ставу „мирно”, а на северној идентичан приказ његовог брата Гледа. На обе бочне стране урезани су тролисни крстови уоквирени ловоровим гранама. На јужној страни исписан је епитаф посвећен Саву, а на северној Гледу Милинковићу.

### Епитаф
ГЛЕДО МИЛИНКОВИЋ из Глеђице
војник III чете III бат. 13. п. пука Хајдук Вељка
који поживи 20. год. своје младости
а умро у Штипу 22. II. 1915. г.
Бог да му душу прости.
Спомен сподигоше му отац Радоје мајка Милева
и браћа Стеван и Величко.
САВО МИЛИНКОВИЋ из Глеђице
војник I чете 1 - батаљона кадровачког пука
који поживи 22. год.
а погибе у борби са Аустријанцима 28. септембра 1914. год.
на положају Сенковићи близу горе Романије у Босни.
Ту је и сахрањен.
Слава му.
Спомен подигоше му стриц Радојко
брат Милорад ћер Милунка.

## Споменик Милану Милинковићу из Глеђице (†1912)

### Опис
Стуб од пешчара димензија 158х35х23 cm са савременом покривком. Споменик је без ликовних представа покојника. Наглашено декоративни утисак постигнут је коришћењем стилизоване цветне орнаментике на свим деловима споменика, посебно на предњој страни окренутој ка западу. Испод крста уоквиреног ловоровим гранама које формирају цветни венац, у плиткој ниши уоквиреној стилизованом лозом са грожђем урезан је текст епитафа. Натпис се наставља на јужној бочној страни. На супротној страни приказана је цветна грана на којoј голуб кљуца грожђе.

### Епитаф
Спомен МИЛАНА МИЛИНКОВИЋА
бив. жандомериског каплара из Глеђице
кои поживи 28. год.
а умре у Београду 9-ог марта 1912. г. где је и сарањен.
Бог да му душу прости.
А у служби спроведе 7. година (нечитко)
што му узрок смрти беше
да му овди из велике жалости подижу овај спомен
отац Никола, мајка Гвозденија,
браћа Милосав, Милутин, Милош
и стриц Јеврем, братучед Недељко.

## Споменик Светозару Остоићу из Глеђице (†1910)

### Опис
Стуб од пешчара димензија 100х33х22 cm са савременом покривком. Споменик је без ликовних представа покојника. На предњој, западној страни, испод крста оперваженог ловоровим гранчицама урезана је ниша уоквирена стилизованим флоралним орнаментом у који је уписан текст епитафа. Натпис се наставља на наспрамној страни, док је на северној приказана стилизована биљка.

### Епитаф
Спомен СВЕТОЗАРА ОСТОИЋА из Глеђице
доброг и признатог војника и жандара
кои поживе 25. година
а умро 17. фебруара 1910. год. у Београду.
Бог да му душу прости.
Овај спомен подиже му ожалошћени отац
Милан Остоић.

## Споменик Милану Спасовићу из Ерчега (†1879)

### Опис
Стуб од пешчара у форми квадра, димензија 156х39х37,5 cm, без покривке. На предњој, западној страни споменика приказан је лик каплара Војске Кнежевине Србије који у десној руци држи подигнуту сабљу. Глава је урезана у плиткој ниши, што одаје утисак рељефне обраде. Око главе је натпис: КАПЛАР МИЛАН СПАСОВИЋ. Полеђина споменика није обрађена, док је у нишама на северној и јужној страни читко уклесан текст епитафа са потписом каменоресца Мијаила Мила Поповића из Свештице.

### Епитаф
Приђи ближе путниче
не зажали труда мало што ћеш стати и читати.
Слова ова показују вредног Срба овог
МИЛАНА СПАСОВИЋА из села Ерчега
бивш. каплара и писара 1. пољске батерије
који се у рату 1876. и 1877. г.
за владе Књаза Милана Обрено.
против Турака храбро боријо
и у 22. години живота
у најлепшем цвету младости своје умро
у месту рођења свог 1. јануара 1879. год.
Бог да му душу прости.
Овај спомен подиже му отац Марко и стриц Коста.
Писа и реза Миле Поповић Свештице.

## Споменик Добросаву Ћурчићу из Глеђице (†1900)

### Опис
Плоча од белог мермера са сломљеним крстом на врху, димензија 80х32х6 cm. На предњој страни окренутој ка западу, у лучно надвишеној правоугаоној ниши уклесан је текст епитафа. Полеђина споменика је необрађена.

### Епитаф
Спомен ДОБРОСАВА ЋУРЧИЋА из Глеђице.
Живе 21 г.
Умро 15. августа 1900. г.
као воиник сталног кадра у Пожеги.
Бог да му душу прости.
Спомен подижу отац Мијаило
брат Вукоман и Андрија.

## Споменик Милети Пешићу из Медовина (†1904)

### Опис
Споменик од пешчара у виду вертикалне плоче, димензија 103х30х12 cm, са савременом покривком. На споменику нема ликовне представе покојника, а једини ликовни елементи су складан крст у ловоровом венцу и линија која уоквирава поље за натпис. Целокупан текст епитафа урезан је на западној страни, док су полеђина и бочне стране споменика остале необрађене.

### Епитаф
Спомен МИЛЕТЕ ПЕШИЋА из Медовина
вој(н)ика ста(лн)ог кадра пионирске чете
који је рођен 10.  априла 1882. г.
а утопијо се 28. јуна 1904. год.
у Великој Морави у Ћуприји.
Овај спомен подиже му брат Петар
са браћом.

## Споменик Антонију Јелићу из Ерчега (†1876)

### Опис
Стуб од пешчара у форми квадра, без покривке, димензија 127х36х31 cm. На јужној страни приказана је фигура поднаредника Војске Кнежевине Србије Антонија Јелића који је живот изгубио у Јаворском рату. У десној руци држи подигнуту сабљу, док левом придржава канију. Са страна рељефно моделоване покојникове главе уклесано је његово име и звање: АНТОНИЈЕ ЈЕЛИЋ ВОЈНИК. У нишама на северној и јужној страни читким словима уклесан је текст епитафа, док је полеђина споменика остала необрађена.

### Епитаф
Овај биљег показује
АНТОНИЈА ЈЕЛИЋА из Ерчега
бивши поднаредника пешачког
који је 3. године у Београду Књаза
и отечество своје усрдно и верио одслужијо
затим постављеног за водника треће чете
баталиона Моравичког Ужичке бригаде прве кл(а)се
који у 25. год. живота
у најлепшем цвету младости своје
за Славу и слободу и независност Србије
јуначки борећи се против Турака
погибе у борби на Калипољу
24. јуниа 1876. год.
Бог да му душу прости.
Овај вјечни споменик
подигоше му браћа његова Филип и Радош.

## Споменик Андрији Јелићу из Ерчега (†1910)

### Опис
Стуб од пешчара димензија 110х34х20 cm са оригиналном покривком. Споменик је без ликовне представе покојника. На западној страни, испод крста на постољу са ловоровим венцем урезана је ниша уоквирена стилизованим флоралним орнаментом. Текст епитафа наставља на јужној бочној страни, док је на наспрамној приказана стилизована биљка.

### Епитаф
Овај спомен показује непрежаљеног сина
односно брата
АНДРИЈЕ ЈЕЛИЋА из Ерчега
кои у 25. години
а у најлепшем цвету младости своје умре
25. септембра 1910. год.
Као финансиски стражар у Кладову где је и сахрањен.
Остави ожалошћену мајку и браћу.
Бог да му душу прости.
Овај спомен подигоше му мајка Лепосава
и браћа Тома, Љубо и Велимир.

## Споменик Ђорђу Главинићу из Рокаца (†1916)

### Опис
Стуб од пешчара димензија 180х38х20 cm, са оригиналном покривком. На западној страни споменика приказана је стојећа фигура покојника у жандармеријској униформи, са припасаном сабљом. На супротној страни, испод декоративног крста урезана је ниша у коју је урезан текст епитафа, оперважен лозом. Натпис се наставља на јужној и северној страни споменика, где је допуњен је флоралним орнаментима.

### Епитаф
Спомен ЂОРЂА ГЛАВИНИЋА из села Рокци
који поживи 29. год.
а успусти своју намучену душу
после тешких мука и напора у минулим ратовима
а нарочито кроз Албанију прешавши је
достигао је до острва Вида
и ту је као жандарм. наредник при Дунав. дивизији 1-ог позива
разболе се и испусти своју душу 14. марта 1916. год.
на острву Виду борећи се за отаџбину
ди су прекобројним ратницима кости остале
и он са њима остави оца браћу да вечито тугују за њиме
који су били растурени на 4 стране,
не доживе да види ослобођење и уједињење СХС зашто је се и боријо.
Ђорђе бијо веран храбар војник а грађанству частан грађанин
стога му из почасти и заслуге подигоше овај спомен отац Периша
браћа Лука жанд. поручник Станимир каф. и Јездимир.
И кличемо слава му.

## Споменик Светозару Ђорђевићу из Рокаца (†1915)

### Опис
Стуб од пешчара димензија 126х31х15,5 cm са савременом покривком. Споменик је без ликовне представе покојника. На западној страни приказан је крст уоквирен декоративним цветним венцем са ловоровим гранама. Испод је ниша за епитаф оперважена биљном лозом. Натпис започиње на западној, а завршава на јужној бочној страни. Полеђина споменика је празна, док је на северној бочној страни представа цветне гране са голубом који зобље грожђе.

### Епитаф
Спомен СВЕТОЗАРА ЂОРЂЕВИЋА из Рокци
који поживи 45 г.
а умро на Дубу
као војни обвезник
III-ег позива 24. априла 1915. г.
Бог да му душу прости.
Спомен му сподижу
синови Велимир и Драгољуб
са осталом породицом.